# Guillemot Corporation
Die Guillemot Corporation ist ein im Jahr 1985 für den Vertrieb von Computer-Hardware gegründetes französisches Unternehmen. Der Sitz ist in Carentoir im Département Morbihan. Gründer waren die fünf bretonischen Brüder Guillemot, Claude, Michel, Gérard, Yves und Christian, die ein Jahr zuvor in einem zu ihrem Elternhaus gehörenden Obstschuppen unter dem Namen „Guillemot Informatique“ einen Laden für Computer und Computer-Zubehör eröffnet hatten. Kurze Zeit später gründeten sie außerdem die auf Software spezialisierte Pariser Firma Ubisoft. Das Unternehmen produziert heute unter den Markennamen Hercules (DJ-Produkte, Soundkarten und Wireless-LAN-Produkte) und Thrustmaster (Konsolen- und PC-Zubehör für Videospiele). Es ist seit 2004 Mitglied der Wi-Fi Alliance. Das Geschäft mit Computer-Grafikkarten wurde im Jahr 2003 eingestellt.
Die deutsche Niederlassung hat ihren Sitz in Rothenberg bei Fürth (Odenwald).

## Firmengeschichte
Anfangs vertrieben die Brüder Guillemot Spiele von Gesellschaften wie Electronic Arts, Sierra On-line oder Microprose in Frankreich. Ende der 1980er Jahre expandierten sie damit unter anderem nach Deutschland, in die USA und nach Großbritannien.
Mitte der 1990er Jahre wurde die Soundsparte mit Soundkarten (Maxi Sound) der Marke Guillemot eingeführt. 1999 kaufte die Guillemot Corporation die US-amerikanische Firma Hercules auf und nannte ihre Produkte fortan Hercules 3D Prophet. Die Angebotspalette wurde um Lautsprecher erweitert.
Das Portfolio wurde außerdem um Voodoo-Grafikkarten erweitert. Nach den wirtschaftlichen Problemen von 3Dfx entschied sich Guillemot im Jahr 2000, auf Nvidia-Chips für ihre Grafikkarten zu setzen, und begann TNT-M64-und GeForce-Chips zu verbauen. Ende 2001 kamen auch TFT-Monitore zur Produktpalette hinzu. Zur gleichen Zeit übernahm Guillemot den US-Spiele-Eingabegerätehersteller Thrustmaster.
Anfang 2001 kam es zum Bruch mit Nvidia und Guillemot entschied sich, den Kyro-Grafikchip von ST Micro zu verwenden. Daraus resultierten 3D Prophet 4000 und 3D Prophet 4500. Den mehrfach angekündigten Nachfolger 3D Prophet 4800 konnte Guillemot nicht auf den Markt bringen. Deshalb entschied sich Guillemot 2002, ATI Technologies als Chiplieferanten aufzunehmen, und startete mit der Radeon 7500 All in Wonder und Radeon 8500 All in Wonder.
Durch Änderung des Vertriebsmodells, sinkende Margen und interne Umstrukturierungen stellte Guillemot Anfang 2003 das Grafikkartengeschäft ein. Während der Umsatz im Geschäftsjahr 1998/99 noch 912,6 Mio. Franc und 2000/2001 noch 237,8 Mio. EUR betrug, sank er bis zum Geschäftsjahr Jahr 2011 auf 60 Mio. Euro. Zum Ausgleich wurde der Geschäftsbereich auf den Bereich DJ-Produkte ausgeweitet.